# Autocrypt
Autocrypt ist eine standardisierte Richtlinie für E-Mail-Programme, die eine nutzerfreundliche Verschlüsselung von E-Mails und automatisierten, aber ungesicherten Austausch kryptografischer Schlüssel ermöglicht. Die Spezifikation wurde im Dezember 2017 in Version 1.0 veröffentlicht und liegt seit Januar 2019 in Version 1.1 vor. Die Verschlüsselung baut auf dem OpenPGP-Standard auf und ist damit kompatibel.

## Verfahren
Durch Autocrypt-Unterstützung in E-Mail-Programmen wird der Austausch von Schlüsseln transparent mit dem Versand normaler E-Mails kombiniert. Das Schlüsselmaterial wird dabei in den Metadaten der Nachricht hinterlegt. Dies ermöglicht eine Verschlüsselung von Nachrichten an Kontakte, von denen eine E-Mail empfangen wurde. Ein Hinterlegen des Schlüsselmaterials auf den öffentlichen Schlüsselservern ist nicht erforderlich, ebenfalls ist das Verfahren nicht angewiesen auf eine Unterstützung seitens des E-Mail-Providers.
Ebenfalls wird der Austausch von Schlüsseln beim Versand verschlüsselter Nachrichten an mehrere Empfänger zwischen allen Empfängern automatisiert. So wird sichergestellt, dass verschlüsselte Antworten ohne Komplikationen an dieselbe Empfängergruppe gesendet werden können.

## Sicherheits-Modell
Das Modell zur Schlüsselverwaltung folgt dem Ansatz „opportunistischer Sicherheit“ entsprechend RFC 7435. Eine Verschlüsselung wird ohne Zutun des Nutzers ermöglicht, im Gegensatz zu traditionellen OpenPGP-basierten Anwendungen wird auch eine Verifikation von Schlüsseln durch den Nutzer für den Gebrauch nicht vorausgesetzt. So wird eine ungerichtete Überwachung von E-Mails verhindert.
Man-in-the-Middle-Angriffe werden nicht verhindert. Derartige Angriffe hinterlassen allerdings Spuren in den beeinflussten Nachrichten und können durch eine manuelle Verifikation von Schlüsseln durch den Nutzer erkannt werden, beispielsweise durch den Abgleich kryptografischer „Fingerabdrücke“. Ein entsprechender Mechanismus ist nicht Teil von Autocrypt 1.0, aber für eine zukünftige Revision vorgesehen. Trotz fehlender Spezifikation wird eine Verifikation von den unterliegenden OpenPGP-Implementierungen (beispielsweise GnuPG) in der Praxis bereits unterstützt.

## Technische Details
Autocrypt nutzt den etablierten OpenPGP-Standard als unterliegendes Datenformat. 
Mit Version 1.1 wurde die Unterstützung für Elliptische-Kurven-Kryptographie (ECC) eingeführt und als Standard für neue Schlüssel gewählt, da diese bei gleicher Sicherheit deutlich kürzere Schlüssel als RSA ermöglicht. Genutzt wird Curve25519. 
Version 1.0 verwendet AES in Verbindung mit RSA-Schlüsseln mit einer empfohlenen Länge von 3072 bits. Die genutzten Verfahren sind gewählt für größtmögliche Kompatibilität mit bestehenden OpenPGP-Implementierungen.

## Verbreitung
Unterstützt wird Autocrypt in Mailpile, im Delta Chat ab Version 0.9.2, in Mutt ab Version 1.13 sowie unter Android in K-9 Mail ab Version 5.400.
Unterstützt wurde Autocrypt in der Thunderbird-Extension Enigmail ab Version 2.0, später durch das Autocrypt-Addon, das seit 2019 nicht mehr gepflegt wird und im Moment nicht installierbar ist.
Der Mail-Provider Posteo unterstützt Autocrypt durch eine zusätzliche Authentisierung der Autocrypt-Metadaten mittels DKIM.